# Heliocarpus americanus
Heliocarpus americanus  es una especie tropical de árbol nativo de Centroamérica.  Se lo nombra como majaguillo o majagua.

## Distriibución y hábitat
Se lo halla en los bosques montanos de Costa Rica y de Panamá a altitudes de 1.300 hasta los 2.100 m s. n. m.  Desarrolla flores rosa pardas entre diciembre y enero.

## Descripción

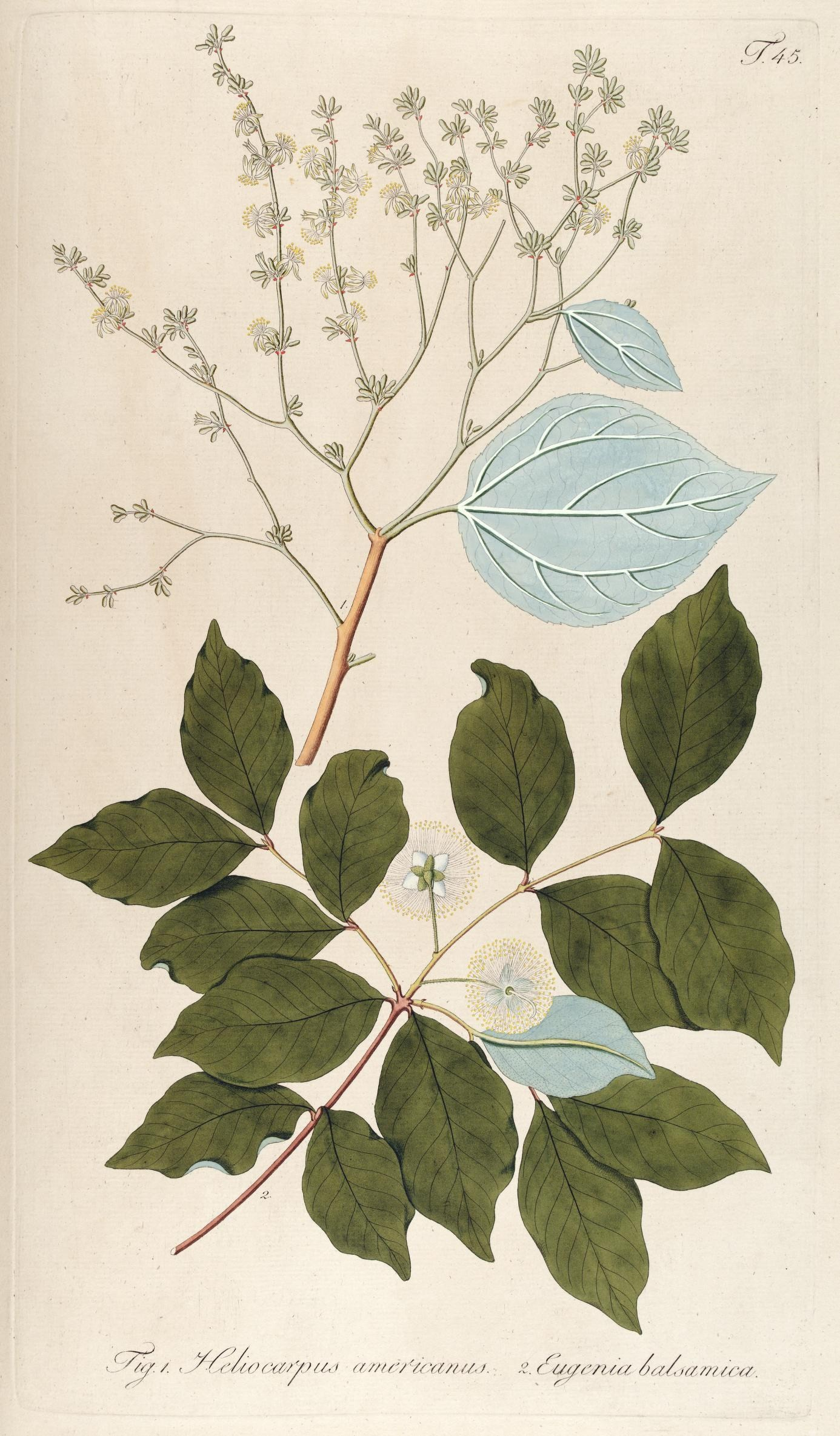

Son árboles pequeños a grandes, que alcanzan un tamaño de 3–22 m de alto. Hojas a menudo ligeramente trilobadas, de 10–20 cm de largo y 8–17 cm de ancho, ápice acuminado, base cordada, envés con tricomas estrellados. Inflorescencias terminales. Fruto subcircular, de 3–3.5 mm de largo y 2.5–3 mm de ancho, densamente hirsuto, café al madurar.

## Taxonomía
Heliocarpus americanus fue descrita por Carlos Linneo y publicado en Species Plantarum 1: 448. 1753.
Sinonimia
- Heliocarpus americanus subsp. popayanensis (Kunth) Meijer
- Heliocarpus boliviensis Hochr.
- Heliocarpus cuspidatus Lundell
- Heliocarpus floribundus Lundell
- Heliocarpus gentlei Lundell
- Heliocarpus nodiflorus (Donn.Sm.) Donn.Sm. & Rose
- Heliocarpus polyandrus var. nodiflorus Donn.Sm.
- Heliocarpus popayanensis var. grandifolius Hochr.
- Heliocarpus popayanensis var. trichopoda (Turcz.) Baker f.
- Heliocarpus rosei Hochr.
- Heliocarpus rudis E. Watson
- Heliocarpus stipulatus Hochr.
- Heliocarpus tomentosus Turcz.
- Heliocarpus trichopodus Turcz.[5]